# Kościół św. Bartłomieja Apostoła w Buczynie
Kościół pw. św. Bartłomieja Apostoła w Buczynie – zabytkowy, katolicki kościół filialny znajdujący się w Buczynie, w powiecie polkowickim, gminie Radwanice. Przynależy do parafii św. Michała Archanioła w Łagoszowie Wielkim.

## Historia i architektura
Kościół w miejscowości po raz pierwszy wzmiankowano w 1376. W XVI wieku dobudowano mu wieżę, zakrystię, chór i otoczono go murem. W tym samym stuleciu został zagarnięty przez protestantów, a 10 stycznia 1654 odzyskali go katolicy. Zachowane wyposażenie wnętrza pochodzi z okresu przebudowy w XVIII wieku.

## Wyposażenie
Do najcenniejszych zabytków ruchomych zgromadzonych we wnętrzu świątyni należą ołtarz główny i dwa boczne, drewniana chrzcielnica, a także ambona. Jeden z dzwonów odlano w 1494. We wnętrzu umieszczono w ścianach cztery płyty nagrobne z końca XVI oraz przełomu XVI i XVII wieku. Należą one do dawnych opiekunów i dobroczyńców kościoła. Wykuto na nich herby rodów von Loss, von Lest, von Stosch, von Schauritz, von Sack i von Küttlitz.